# 打撈拖船

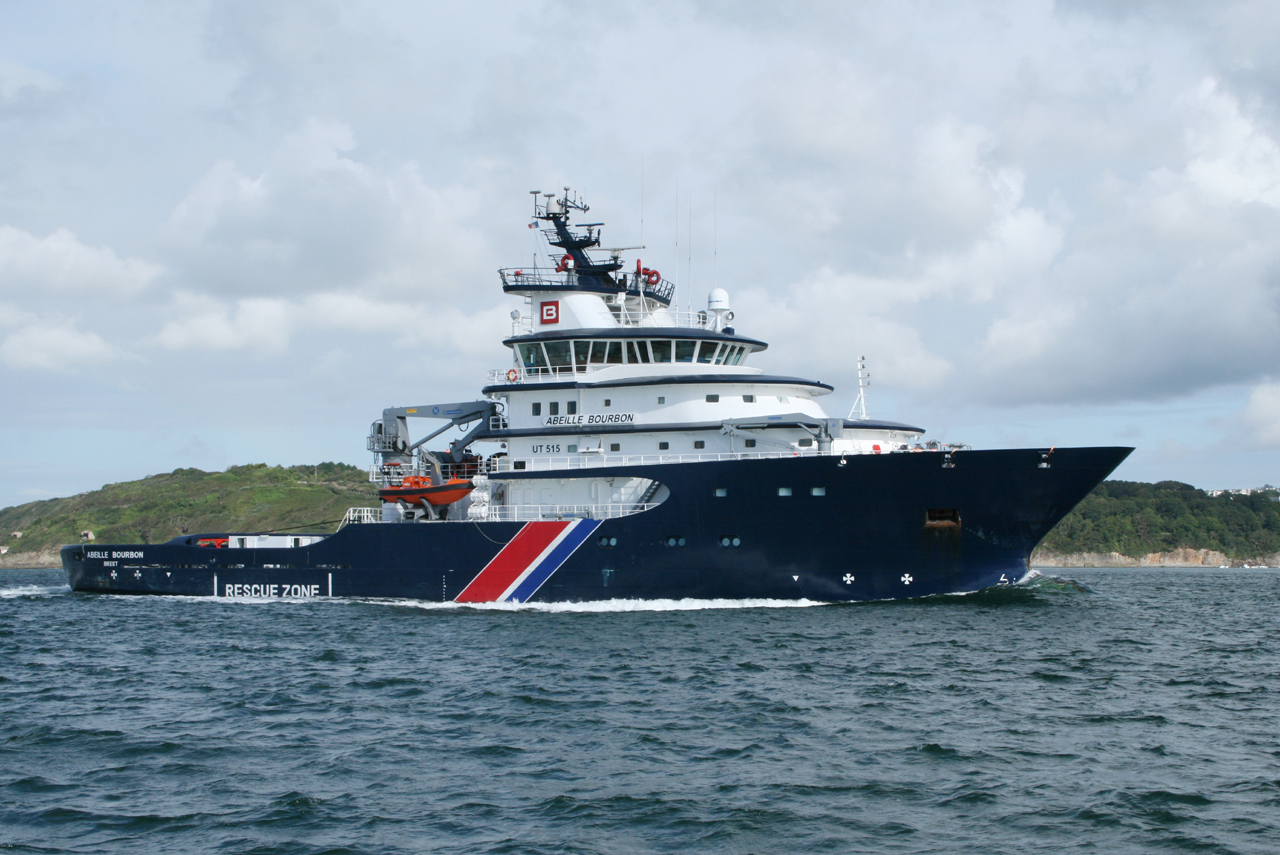
法国打捞拖船Abeille Bourbon也充当紧急拖船(ETV)

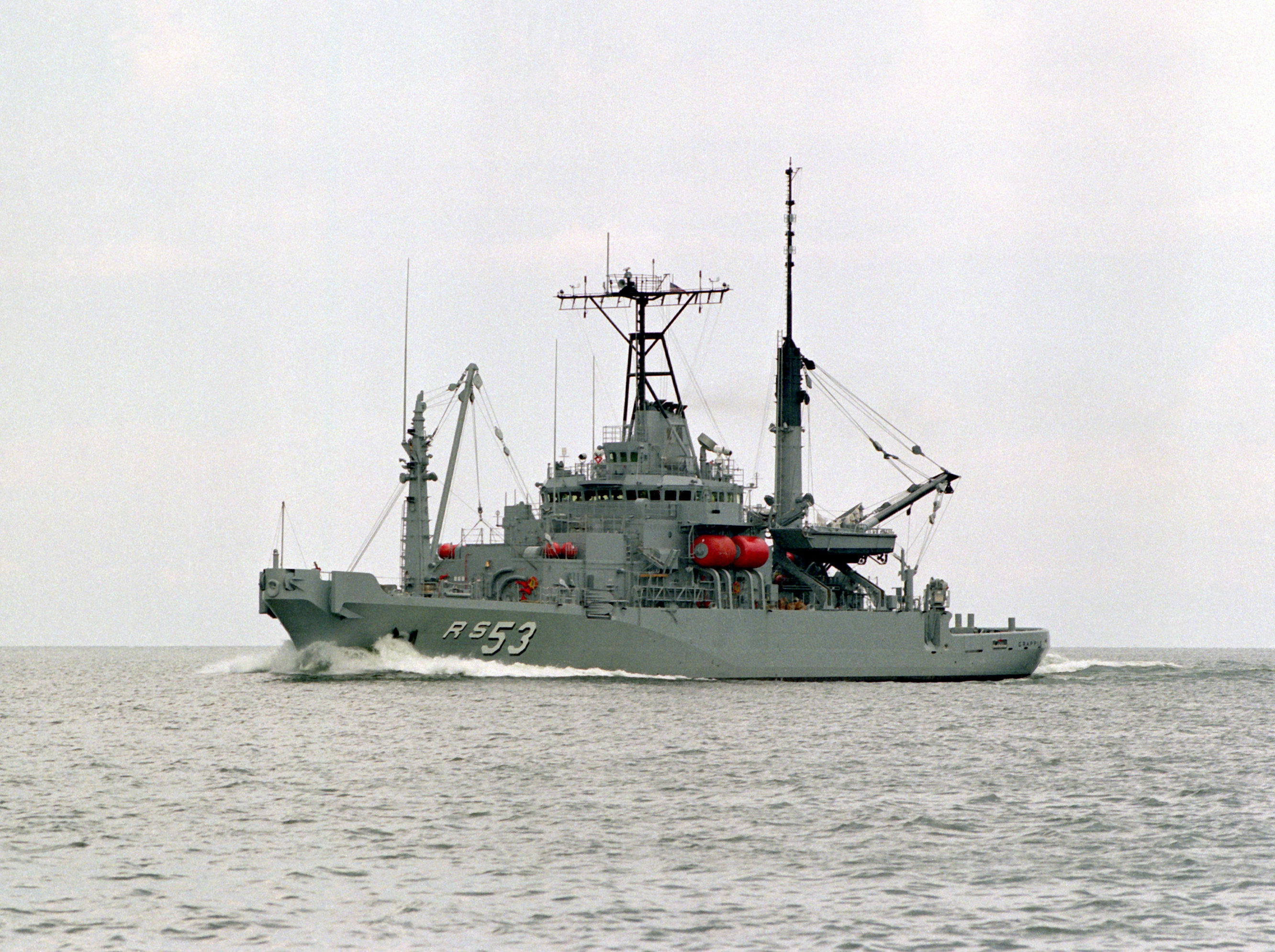
现代海军救援船实例

打撈拖船，历史上也称为失事拖船，是一种特殊类型的拖船，用于救助遇险或有沉没危险的船舶，或打捞已经沉没或搁浅的船舶。

## 概述
很少有拖船真正完全致力於打撈工作。 大多數時候，救助拖船操作拖曳駁船、平台、船舶或執行其他公用拖船工作。
全球範圍內發現的用於打撈的拖船數量很少，在航運交通繁忙和天氣條件惡劣的地區附近集中度較高。
打捞拖船由具有打捞作业经验的专业船员（救助者）使用。他们的特殊设备包括：
- 廣泛的拖曳裝置和額外的拖繩/電纜，具有從船頭和船尾以及以不規則角度拖曳的裝置
- 额外的起重机
- 消防装备
  - 灑水系统
  - 软管
  - 喷嘴
- 机械设备例如：
  - 常用机械维修零件
  - 压缩空气齿轮
  - 潜水装备
  - 船体补片用钢
  - 焊接设备
- 泵

## 现代发展
對打撈拖船服務的總需求明顯低於二戰期間的峰值。
社会和法律体系对环境破坏的敏感性日益提高以及船舶规模的不断增大，在一定程度上抵消了救助作业数量的下降。大型油轮搁浅或沉没等事故可能需要大量的救援工作，以尽量减少埃克森·瓦尔迪兹漏油事件或阿莫科加的斯和托里峡谷灾难造成的环境损害。

## 影視作品

### 電影
- 《钥匙》改编自扬·德·哈托格的小说，讲述二战时期金钟拖船作业的故事。
- 1943年，雅克·库斯托的团队拍摄了电影《Epaves》 （沉船）。
- 《幽灵船》讲述了一艘神秘失踪的远洋客轮被海上打捞承包商发现的故事。

### 電視劇
- 《沉船人》 （2013 年）是一部真人秀电视剧，讲述了船员打捞和打捞失事船只的故事。 [1]

### 文學作品
- 法利·莫瓦特（Farley Mowat）的历史书《灰色海底》（The Grey Seas Under）和《蛇卷》（The Serpent's Coil）详细介绍了 20 世纪 30 年代、1940 年代和 1950 年代由基金会海事公司运营的打捞拖船进行的北大西洋打捞作业。
- 威尔伯·史密斯的小说《饥饿如海》讲述了一艘救助拖船的船长和她的行动的故事